# Darrin Shannon
Darrin A. Shannon (né le 8 décembre 1969 à Barrie dans la province de l'Ontario au Canada) est un joueur professionnel canadien de hockey sur glace.

## Carrière en club
Il commence sa carrière en tant qu'ailier gauche dans la Ligue de hockey de l'Ontario avec les Compuware Spitfires de Windsor en 1986 avant de faire ses premiers pas dans la Ligue nationale de hockey en 1988.
Auparavant il avait joué pour les Colts de Barrie Junior car lors du repêchage d'entrée dans la LNH 1988, les Penguins de Pittsburgh le choisissent au premier tour (4e choix) mais il ne joue pas pour la franchise.
Il met fin à sa carrière en 1999-2000 après avoir joué dans la LNH (pour les Sabres de Buffalo et les Jets de Winnipeg - Coyotes de Phoenix), dans la Ligue américaine de hockey (pour les Americans de Rochester et les Maple Leafs de Saint-Jean) ainsi que dans la ligue internationale de hockey.

## Statistiques de carrière
| Saison     | Équipe                         | Ligue      |     | Saison régulière | Saison régulière | Saison régulière | Saison régulière | Saison régulière |   | Séries éliminatoires | Séries éliminatoires | Séries éliminatoires | Séries éliminatoires | Séries éliminatoires |
| Saison     | Équipe                         | Ligue      | PJ  | B                | A                | Pts              | Pun              | PJ               | B | A                    | Pts                  | Pun                  |                      |                      |
| 1986-1987  | Compuware Spitfires de Windsor | LHO        | 60  | 17               | 41               | 58               | 31               | 14               | 4 | 6                    | 10                   | 8                    |                      |                      |
| 1987-1988  | Compuware Spitfires de Windsor | LHO        | 43  | 33               | 41               | 74               | 49               | 12               | 6 | 12                   | 18                   | 9                    |                      |                      |
| 1988-1989  | Sabres de Buffalo              | LNH        | 3   | 0                | 0                | 0                | 0                | 2                | 0 | 0                    | 0                    | 0                    |                      |                      |
| 1988-1989  | Compuware Spitfires de Windsor | LHO        | 54  | 33               | 48               | 81               | 47               | 4                | 1 | 6                    | 7                    | 2                    |                      |                      |
| 1989-1990  | Americans de Rochester         | LAH        | 50  | 20               | 23               | 43               | 25               | 9                | 4 | 1                    | 5                    | 2                    |                      |                      |
| 1989-1990  | Sabres de Buffalo              | LNH        | 17  | 2                | 7                | 9                | 4                | 6                | 0 | 1                    | 1                    | 4                    |                      |                      |
| 1990-1991  | Americans de Rochester         | LAH        | 49  | 26               | 34               | 60               | 56               | 10               | 3 | 5                    | 8                    | 22                   |                      |                      |
| 1990-1991  | Sabres de Buffalo              | LNH        | 34  | 8                | 6                | 14               | 12               | 6                | 1 | 2                    | 3                    | 4                    |                      |                      |
| 1991-1992  | Sabres de Buffalo              | LNH        | 1   | 0                | 1                | 1                | 0                |                  |   |                      |                      |                      |                      |                      |
| 1991-1992  | Jets de Winnipeg               | LNH        | 68  | 13               | 26               | 39               | 41               | 7                | 0 | 1                    | 1                    | 10                   |                      |                      |
| 1992-1993  | Jets de Winnipeg               | LNH        | 84  | 20               | 40               | 60               | 91               | 6                | 2 | 4                    | 6                    | 6                    |                      |                      |
| 1993-1994  | Jets de Winnipeg               | LNH        | 77  | 21               | 37               | 58               | 87               |                  |   |                      |                      |                      |                      |                      |
| 1994-1995  | Jets de Winnipeg               | LNH        | 19  | 5                | 3                | 8                | 14               |                  |   |                      |                      |                      |                      |                      |
| 1995-1996  | Jets de Winnipeg               | LNH        | 63  | 5                | 18               | 23               | 28               | 6                | 1 | 0                    | 1                    | 6                    |                      |                      |
| 1996-1997  | Coyotes de Phoenix             | LNH        | 82  | 11               | 13               | 24               | 41               | 7                | 3 | 1                    | 4                    | 4                    |                      |                      |
| 1997-1998  | Coyotes de Phoenix             | LNH        | 58  | 2                | 12               | 14               | 26               | 5                | 0 | 1                    | 1                    | 4                    |                      |                      |
| 1998-1999  | Griffins de Grand Rapids       | LIH        | 10  | 1                | 5                | 6                | 12               |                  |   |                      |                      |                      |                      |                      |
| 1999-2000  | Maple Leafs de Saint-Jean      | LAH        | 8   | 2                | 0                | 2                | 2                |                  |   |                      |                      |                      |                      |                      |
| 1999-2000  | Wolves de Chicago              | LIH        | 9   | 1                | 3                | 4                | 6                |                  |   |                      |                      |                      |                      |                      |
| Totaux LNH | Totaux LNH                     | Totaux LNH | 506 | 87               | 163              | 250              | 344              | 45               | 7 | 10                   | 17                   | 38                   |                      |                      |

## Parenté dans le sport
- Frère du joueur Darryl Shannon.